# 傅氏祠堂
傅氏祠堂，位于山东省聊城市东昌府区东关大街，是中华人民共和国山东省文物保护单位之一。
2006年12月7日，授予山东省文物保护单位，是一座古建筑。